# Kōichi Saitō
Kōichi Saitō (斎藤 耕 Saitō Kōichi?) (Tokio, 3 de febrero de 1929-Tokio, 28 de noviembre de 2009) fue un director de cine y de fotografía y guionista japonés.

## Biografía
Saitō comenzó los estudios en la Universidad Rikkyo pero acabó graduándose en la Colegio de Fotografía de Tokio (actualmente Universidad Politécnica de Tokio). Inicialmente trabajó como fotógrafo de plató en Nikkatsu antes de lanzar su propia compañía de producción, Saito Productions, y dirigió su primera película, Tsubuyaki no Jō, "una película independiente de bajo presupuesto con un gusto visual que obtuvo comparaciones con Claude Lelouch y con las películas de Richard Lester sobre The Beatles, incluida A Hard Day's Night. Otras de sus primeras películas fueron de cine juvenil con música de Group sounds. A principios de los 70 tuvo protagonismo con una serie de películas sobre jóvenes que huían o buscaban su identidad en el campo. Ganó el premio el mejor director en los Premios de cine de Mainichi de 1972. La película Tsugaru jongarabushi fue seleccionada como la mejor película de 1973 a la crítica de Kinema Junpo. Saitō continuó dirigiendo en los 70 y también hizo algunos documentales. En 2000 fue galardonado con la Orden del Sol Naciente (Clase 4ª, Rayos de Oro con Roseta).

## Filmografía
- 1967: Sasayaki no Jō (囁きのジョ?)[6]
- 1968: Omoide no yubiwa (思い出の指輪?)
- 1968: Niji no naka no remon (虹の中のレモン?)
- 1968: Chiisana sunakku (小さなスナック?)
- 1969: Ochiba to kuchizuke (落葉とくちづけ?)
- 1969: Aisuru ashita (愛するあした?)
- 1969: Umi wa furimukanai (海はふりむかない?)
- 1970: Tōkyō－Pari: Seishun no jōken (青春の条件 東京－パリ?)
- 1970: Hatoba onna no burūsu (波止場女のブルース?)
- 1971: Naikai no wa (内海の輪?)
- 1971: Memai (めまい?)
- 1971: Tabiji Ofukurosan yori (旅路 おふくろさんより?)
- 1970: Kigeki: Hanayome sensō (喜劇 花嫁戦争?)
- 1972: Yakusoku (約束?)
- 1972: Tabi no omosa (旅の重さ?)
- 1973: Kigeki: Koko kara hajimaru monogatari (喜劇ここから始まる物語?)
- 1973: Hana shinjū (花心中?)
- 1973: Tsugaru jongarabushi (津軽じょんがら節?)
- 1974: Mushuku (無宿?)
- 1975: Saikai (再会?)
- 1975: Takehisa Yumeji monogatari: Koisuru (竹久夢二物語 恋する?)
- 1976: Tōga (凍河?)
- 1977: Shōkei (憧憬?)
- 1977: Kisetsufū (季節風?)
- 1978: Nagisa no shiroi ie (渚の白い家?)
- 1979: Shiawase o sekai no tomo ni (幸せを世界の友に?)
- 1980: Kōfukugō shuppan (幸福号出帆?)
- 1988: Aoi sanmyaku '88 (青い山脈 ’８８?)
- 1990: Ningen no sabaku (人間の砂漠?)
- 1993: Bōkyō (望郷?)
- 1999: Wakkanai hatsu: Manabiza (稚内発 学び座?)
- 2001: Oyabun wa Iesu-sama (親分はイエス様?)
- 2004: Onigiri: Arcadia monogatari (おにぎり ＡＲＣＡＤＩＡ物語?)